# Rhaphidostegium rigescens
Rhaphidostegium rigescens är en bladmossart som beskrevs av Cardot in Grandidier 1915. Rhaphidostegium rigescens ingår i släktet Rhaphidostegium och familjen Sematophyllaceae. Inga underarter finns listade i Catalogue of Life.